# Croton ellipticus
Pour Croton ellipticus, Elliott, voir Croton elliottii.
Pour Croton ellipticus, Nutt., 1818, voir Croton monanthogynus.
Pour Croton ellipticus, A.Rich, 1850, voir Croton pervestitus.
Espèce
Croton ellipticus est une espèce de plantes à fleurs du genre Croton et de la famille des Euphorbiaceae, présente sur l'île de Java, en Indonésie.
Il a pour synonymes :
- Angelandra elliptica, (Geiseler) Baill.
- Oxydectes elliptica, (Geiseler) Kuntze